# Viaduc d'Auteuil
Viaduc d'Auteuil (česky Viadukt Auteuil) byl železniční most v Paříži. Spojoval 15. obvodu na levém břehu a 16. obvodu na pravém.

## Historie
Viadukt byl postaven pod názvem Pont viaduc du Point du Jour v letech 1863–1865 jako železniční most na železniční trati Petite Ceinture, která zde přetínala Seinu. Obloukový most z cihel byl dlouhý 175 metrů. Skládal se ze dvou úrovní. V horní části vedla železniční trať, spodní sloužila pro automobilovou dopravu. Spodní část měla 5 oblouků, každý o rozpětí 30,25 m a výšce 9 m. Šířka mostovky byla 30 m.
Byl to jediný pařížský most, který byl poškozen při bombardování města v roce 1943. Po 100 letech, v roce 1962 byl zbořen a nahradil ho pont du Garigliano, vystavěný v letech 1963–1966.